# Min Tid Skal Komme
Min Tid Skal Komme (с норв. — «Моё время придёт») — дебютный студийный альбом норвежской группы Fleurety, выпущенный в 1995 году лейблами Aesthetic Death Records и Misanthropy Records. Альбом был переиздан в 2003 году на Candlelight Records, включая в себя мини-альбом A Darker Shade of Evil. В 2008 он был переиздан на виниле лимитированным тиражом в 600 копий на Aesthetic Death Records.
Вся музыка и лирика написаны Свейном Эгилем Хатлевиком и Александром Нордгареном.

## Список композиций
1. «Fragmenter Av En Fortid» — 9:37
2. «En Skikkelse I Horisonten» — 11:33
3. «Hvileløs?» — 5:24
4. «Englers Piler Har Ingen Brodd» — 12:32
5. «Fragmenter Av En Fremtid» — 5:37

### Переиздание 2003 года
1. «Fragmenter Av En Fortid» (Fragments Of A Past) — 9:30
2. «En Skikkelse I Horisonten» (A Shape In The Horizon)- 11:28
3. «Hvileløs» (Restless)- 5:21
4. «Englers Piler Har Ingen Brodd» (Angels' Arrows Have No Sting) — 12:28
5. «Fragmenter Av En Fremtid» (Fragments Of A Future)- 5:42
6. «Absence» — 5:58
7. «Profanations Beneath The Bleeding Stars» — 5:12
8. «…And The Choirs Behind Him» — 1:31
9. «My Resurrection In Eternal Hate» — 4:58

## Участники записи
- Александр Нордгарен — гитара, вокал (вспомогательный)
- Свейн Эгиль Хатлевик — ударные, синтезатор, вокал
- Пер Амунд Солберг — бас-гитара
- Мариана Аас Хансен — женский вокал